# Banca di Andria
Banca di Andria è stata una banca italiana.

## Storia
La Banca di Andria fu costituita il 4 marzo 1886 su iniziativa di un gruppo di notabili di Andria e Barletta, con lo scopo di intervenire sull'economia delle due città, principalmente a favore di agricoltori ed artigiani.
Primo presidente del Consiglio di amministrazione, fino al 1898, fu Giuseppe Jannuzzi, a cui succedette Giovanni Ceci: da allora la Banca fu presieduta ininterrottamente da membri di questa famiglia andriese, tra cui il podestà di Andria e deputato al Parlamento Nazionale Consalvo Ceci (dal 1928 al 1944).
Nel gennaio 1972 l'Assemblea degli azionisti approvò il trasferimento della maggioranza delle azioni al Banco di Roma.
Con atto rogato dal notaio Gaetano Carbone, il 1º agosto 1974 l'Istituto assorbì la Banca Agricola Commerciale di Altamura, la Banca Agricola Industriale di Gioia del Colle, la Banca Fasanese e la Banca d'Innella di Spinazzola, già controllate dal Banco di Roma.
Tre anni più tardi, il 30 novembre 1977, furono incorporate anche la Banca Sanvitese e il Credito Agricolo di Cerignola.
Nel 1980 il Banco di Roma decise di procedere alla fusione della Banca di Andria con la Banca di Calabria, di cui possedeva quasi l'intero pacchetto azionario: nacque così, nonostante alcune resistenze da parte andriese, la Banca Centro Sud, con sede a Napoli e con il capitale sociale di L. 12.900.000.000.

## Fonti
Dante Jannuzzi, Dalla Banca di Andria alla Banca Centro Sud 1886-1980 memorie, ed Vivere In, Roma-Trani, 1984